# 카자키
카자키(영어: Kazaky, 우크라이나어: Каза́ки)는 우크라이나의 신스팝 밴드이다.